# Azim-Palast

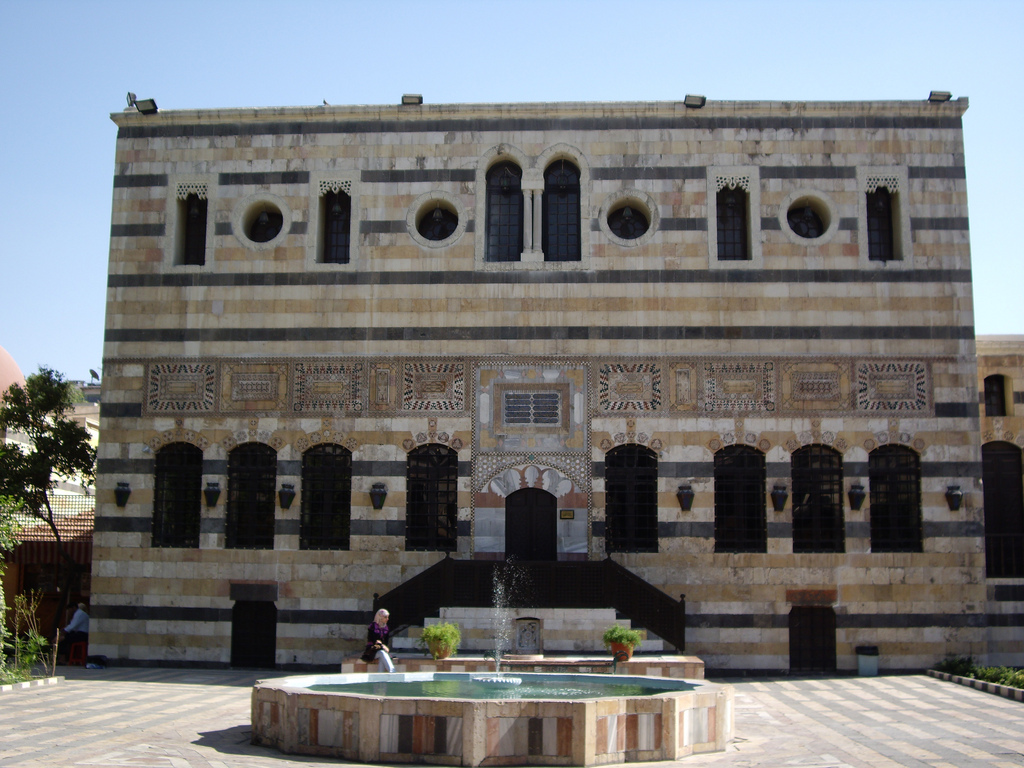
Azim-Palast

Der Azim-Palast (arabisch قصر العظم, DMG Qaṣr al-ʿAẓm) ist ein Palast aus osmanischer Zeit. Er befindet sich in der Altstadt von Damaskus in der Nähe der Umayyaden-Moschee.

## Geschichte
Der Palast wurde 1750 vom osmanischen Gouverneur As'ad Pascha al-Azm errichtet. Dieser war der Steuereintreiber des Sultans in Istanbul und ließ auch den Chan Asad Pascha errichten. An der Stelle hatten höchstwahrscheinlich früher schon die Omayyadenkalifen und Mamluken-Emire residiert. Belegt ist, dass der Palast des Mamlukenfürsten Tingiz (reg. 1312–1330) an genau dieser Stelle stand.

## Bauweise

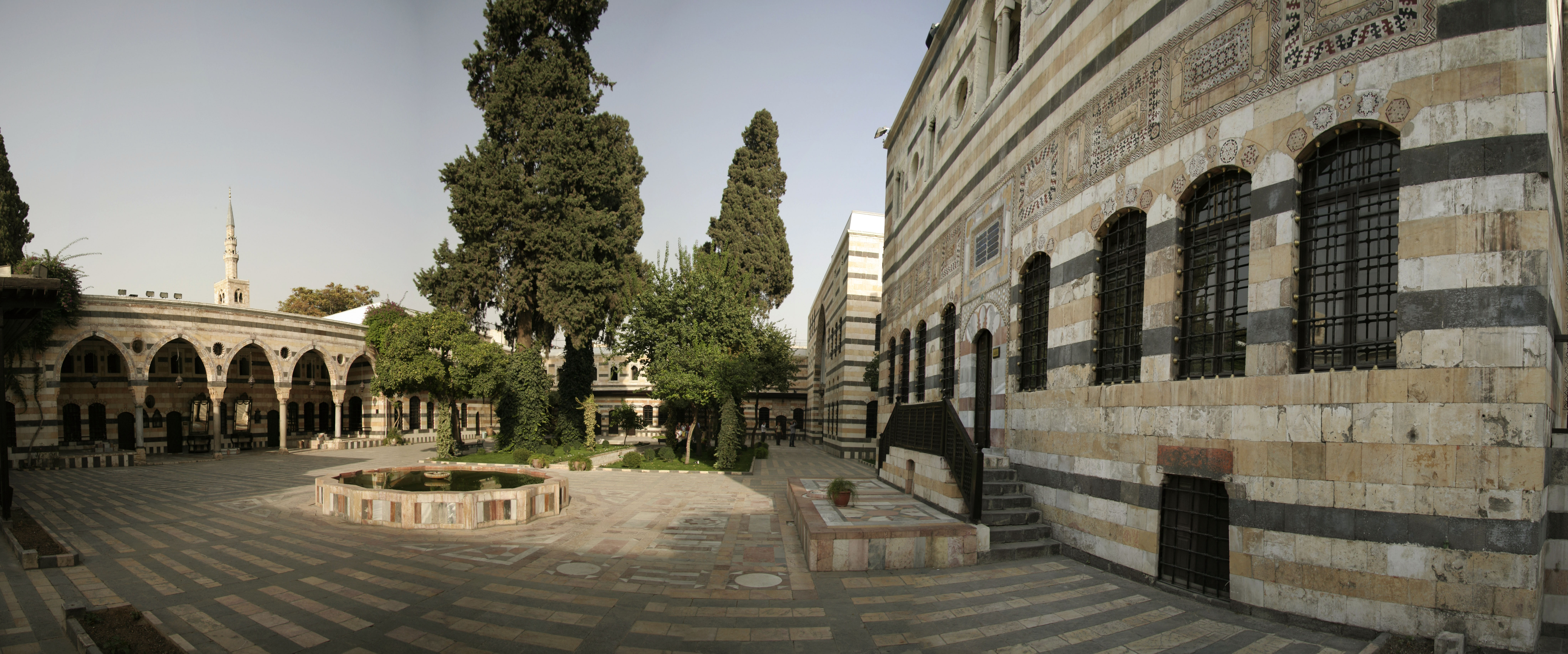
Der Innenhof des Azim-Palast

Der Azim-Palast ist ein Beispiel für die traditionelle Hausbauweise von Damaskus. Mehrgeschossige Gebäude in der typischen Damaszener schwarz-weißen Mauergliederung umgaben großzügige Innenhöfe, in denen eine Vielzahl von Pflanzen wuchsen und um die sich eine Vielzahl Zimmer gruppierten. Der Palast bestand aus zwei Bereichen: dem Harem, dem geschützten Bereich für die Familie des Gouverneurs, sowie dem Selamlık, in dem der Gouverneur seine offiziellen Ämter ausübte. Dazu gab es noch einen eigenen Innenhof für Bedienstete. Insgesamt besitzt der Palast 16 Empfangshallen. 19 Räume befanden sich im Erdgeschoss und 9 Räume im zweiten Stock. Ein wichtiges architektonisches Merkmal sind die Iwane – aus der persischen Architektur übernommene halboffene Hallen. Diese gab es sowohl im öffentlichen als auch im privaten Bereich. Lagerräume, Gebetsräume, ein osmanisches Bad, Ställe sowie ein Stellplatz für Kutschen waren ebenfalls in den Palast integriert. Dicke Mauern und die hohen Iwane sorgten für angenehme Kühle im Sommer. Im Winter speicherte das Mauerwerk die Wärme. Der Empfangsbereich war durch scharf abgewinkelte Räume vom Familienbereich getrennt. In der orientalischen Architektur war es üblich, dass Fremde die Frauen des Hauses nicht zu Gesicht bekommen sollten. Um dies zu gewährleisten, gab es eine strikte Trennung von öffentlichem und privatem Bereich. Unüblich hingegen waren prächtige Fassaden. Deswegen ist nur das Eingangstor des Palastes aufwendig gestaltet. Die Inneneinrichtung hingegen ist von hoher Qualität. Die Holzdecken der Räume wurden aufwendig bemalt. In fast jedem Raum gibt es Wasserbecken aus Marmor. Auch im Park finden sich viele Springbrunnen. Heute beherbergt der Palast ein ethnographisches Museum. Darin sind Szenen aus dem Palastalltag nachgestellt. Zusätzlich werden traditionelle Kleidung, Musikinstrumente und Waffen ausgestellt. Im Sommer wird der Hof des Haramlik für Konzerte genutzt.